# Kerkhof van Outrijve
Het Kerkhof van Outrijve is een gemeentelijke begraafplaats in het Belgische dorp Outrijve, een deelgemeente van  Avelgem. Het kerkhof ligt rond de Sint-Pieterskerk aan de oostelijke rand van het dorp.

## Britse militaire graven
Op de begraafplaats ligt een perk met 14 Britse militaire graven van gesneuvelden uit de Eerste Wereldoorlog waarvan 1 niet meer geïdentificeerd kon worden. Het dorp werd tijdens het geallieerde eindoffensief op 24 oktober 1918 bevrijd door de 1st/4th Cheshires. Alle hier begraven slachtoffers kwamen om in oktober en november van dat jaar maar 12 van hen werden pas na de wapenstilstand hier bijgezet. De graven worden onderhouden door de Commonwealth War Graves Commission en staan daar geregistreerd onder Outrijve Churchyard.

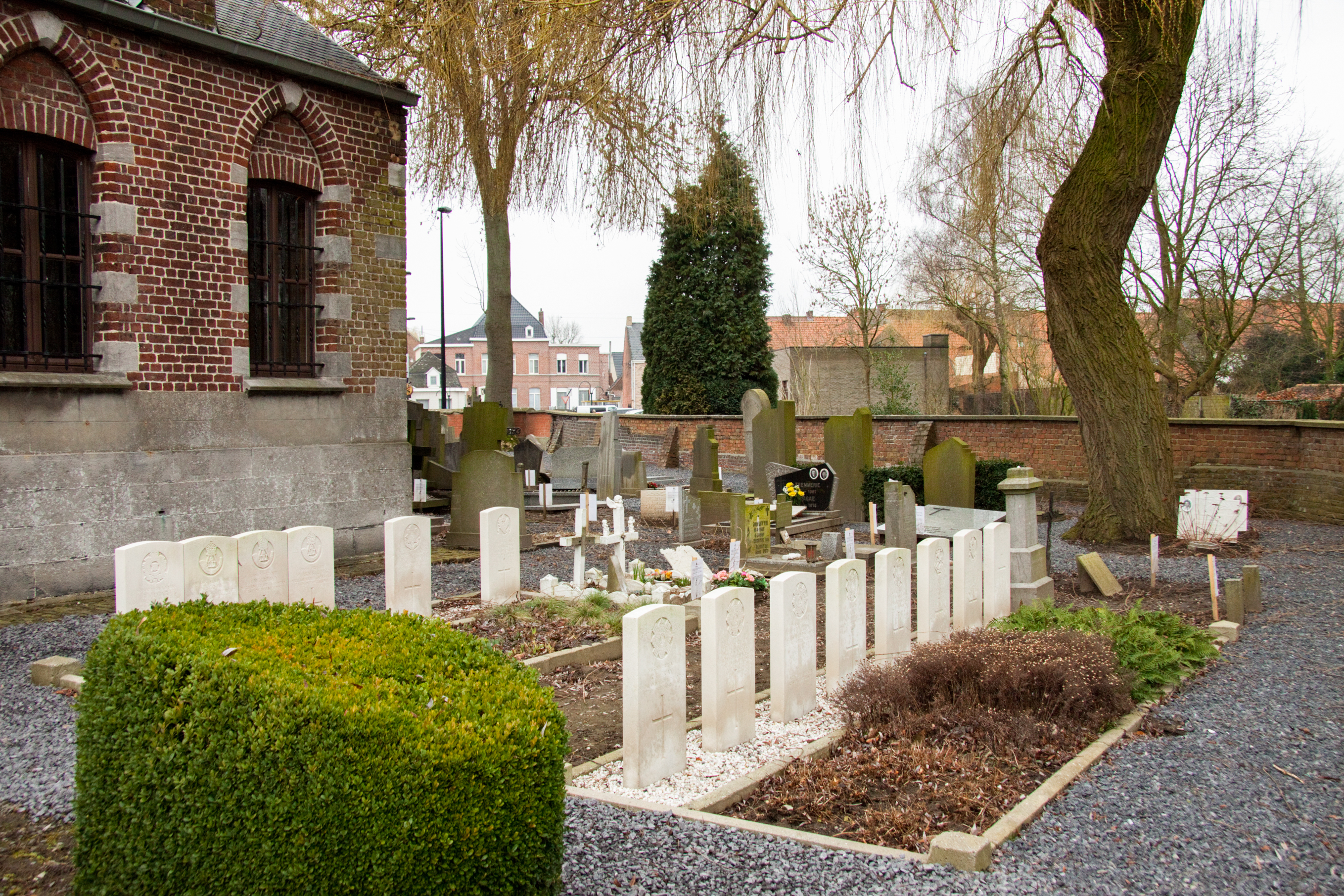
Britse militaire graven